# قرة صفرلو
قرة صفرلو هي قرية في مقاطعة ميانة، إيران. عدد سكان هذه القرية هو 6 في سنة 2006.